# 大久保忠胤
大久保 忠胤（おおくぼ ただたね、宝永7年7月3日（1710年7月28日） - 安永8年8月2日（1779年9月11日））は、江戸時代中期の大名。下野烏山藩の第2代藩主。烏山藩大久保家3代。

## 略歴
初代藩主大久保常春の長男。母は小林氏。正室は京極高或の娘（安藤信友の養女）。子に大久保忠卿（次男）、大久保忠喜（三男）、大久保忠定（四男）、娘（阿部正興継室）、娘（大久保忠寛室）。官位は従五位下、山城守。
享保13年（1728年）、父・常春が死去したため家督を相続し、弟の伝三郎忠篤に新墾田2000石を分知した。宝暦9年（1759年）に次男の忠卿に家督を譲って隠居した。安永8年（1779年）に70歳で死去した。墓所は東京都世田谷区太子堂の最勝寺教学院。

## 系譜
父母
- 大久保常春（父）
- 小林氏 ー 側室（母）

正室
- 京極常子 ー 京極高或の娘、安藤信友の養女

側室
- 奥崎氏

子女
- 大久保忠卿（次男）生母は奥崎氏（側室）
- 大久保忠喜（三男）生母は奥崎氏（側室）
- 大久保忠定（四男）
- 於状 ー 阿部正興継室
- 大久保忠寛室